# Bogdańczowice
Bogdańczowice (niem. Wüttendorf) – wieś w Polsce położona w województwie opolskim, w powiecie kluczborskim, w gminie Kluczbork.

## Zabytki
Do wojewódzkiego rejestru zabytków wpisany jest park.